# Seminario vescovile Girolamo Gavi
Il Seminario vescovile Girolamo Gavi si trova a Livorno, a breve distanza dal Cisternone e dalla Pia Casa di Lavoro.
Inoltre, presso questa struttura, alla quale è annessa la chiesa di Sant'Andrea, è ospitata la residenza del vescovo della Diocesi di Livorno, mentre alcuni locali sono riservati al Museo diocesano Leonello Barsotti, la cui inaugurazione si è tenuta il 22 dicembre 2008.

## Storia
La costruzione di un seminario nell'area occupata da un cimitero settecentesco, risale alla prima metà dell'Ottocento, quando Gaetano Gherardi avviò la realizzazione della chiesa di Sant'Andrea; i lavori, ai quali non fu estraneo neanche l'apporto del sacerdote Giovan Battista Quillici, interessarono anche il peristilio dell'antico cimitero, attorno al quale sorse il complesso del seminario, la cui facciata fu posta in asse col campanile della suddetta chiesa.
Il complesso fu inaugurato sul finire del 1851 alla presenza del vescovo Girolamo Gavi e nei decenni successivi, fino al 1900, ospitò pure un collegio per studenti laici. Nel 1857 fu visitato da papa Pio IX.
Dopo le distruzioni subite nel corso della seconda guerra mondiale, quando l'annessa chiesa di Sant'Andrea fu gravemente danneggiata, il seminario fu restaurato ed inaugurato nel 1952.
Tuttavia la struttura fu chiusa pochi anni dopo e gli studenti di Teologia furono trasferiti al seminario maggiore arcivescovile di Firenze; il seminario minore invece fu chiuso nel 1970.
Successivamente, nel 1984, il complesso fu riaperto in una sede posta non distante dal quartiere di Montenero; nel 2004, grazie all'opera del vescovo Diego Coletti, il seminario fu nuovamente trasferito nella storica sede.
Oggi la struttura storica ospita l'Arcivescovado, il Museo diocesano, gli uffici, gli archivi e la biblioteca della diocesi.